# میرزا اسماعیل خان عون‌الدوله
میرزا اسماعیل خان عون الدوله از خوانین و ملاکین ایرانی بود، که در دوره نخست به‌عنوان نماینده تهران در مجلس شورای ملی حضور داشت.